# Barangay hall
Barangay hall es la sede del gobierno de un barangay, la división administrativa electa más baja de Filipinas, por debajo de una ciudad o un municipio.
El barangay hall es la sede del gobierno de un barangay, la división administrativa electa más baja de Filipinas, por debajo de una ciudad o un municipio. Funciona como la oficina del capitán del barangay y como lugar de reunión del Sangguniang Barangay. Los nombres, fotografías y responsabilidades de estos funcionarios suelen estar exhibidos en el salón. Se puede considerar el equivalente al ayuntamiento municipal de su respectivo municipio.
El barangay hall también sirve como un centro comunitario local, proporcionando espacio tanto para servicios y eventos permanentes como temporales. Allí suelen ubicarse el centro de cuidado infantil del barangay y las oficinas de los tanods (guardianes de seguridad comunitaria) y los trabajadores de salud del barangay. Cerca o junto a la sala del barangay suelen realizarse misiones médicas, servicios religiosos, fiestas y competiciones deportivas.

## Galería
Una selección de fotografías de barangay halls:

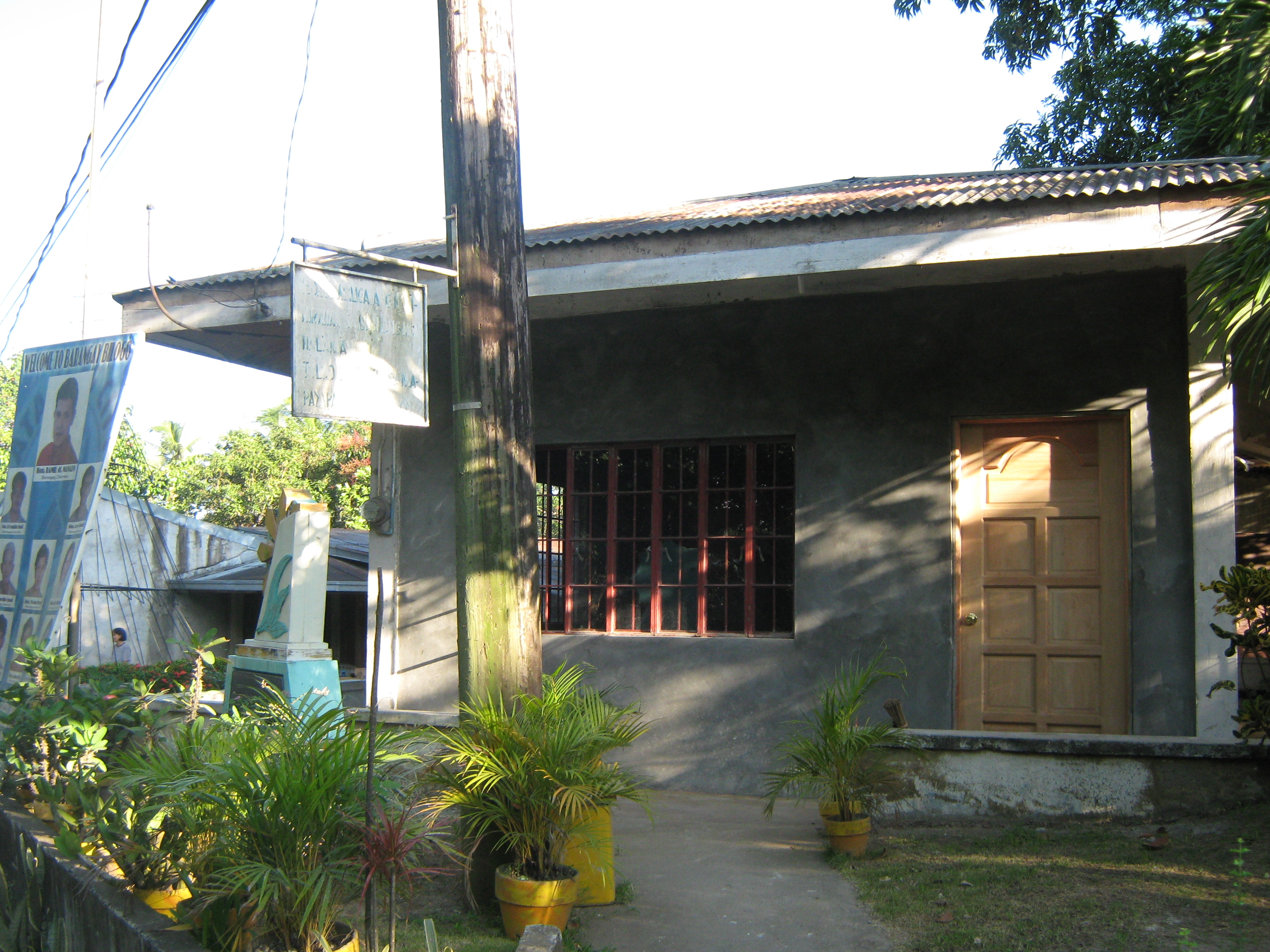
El Salón Multiusos de Barangay Bilogo, Batangas City.
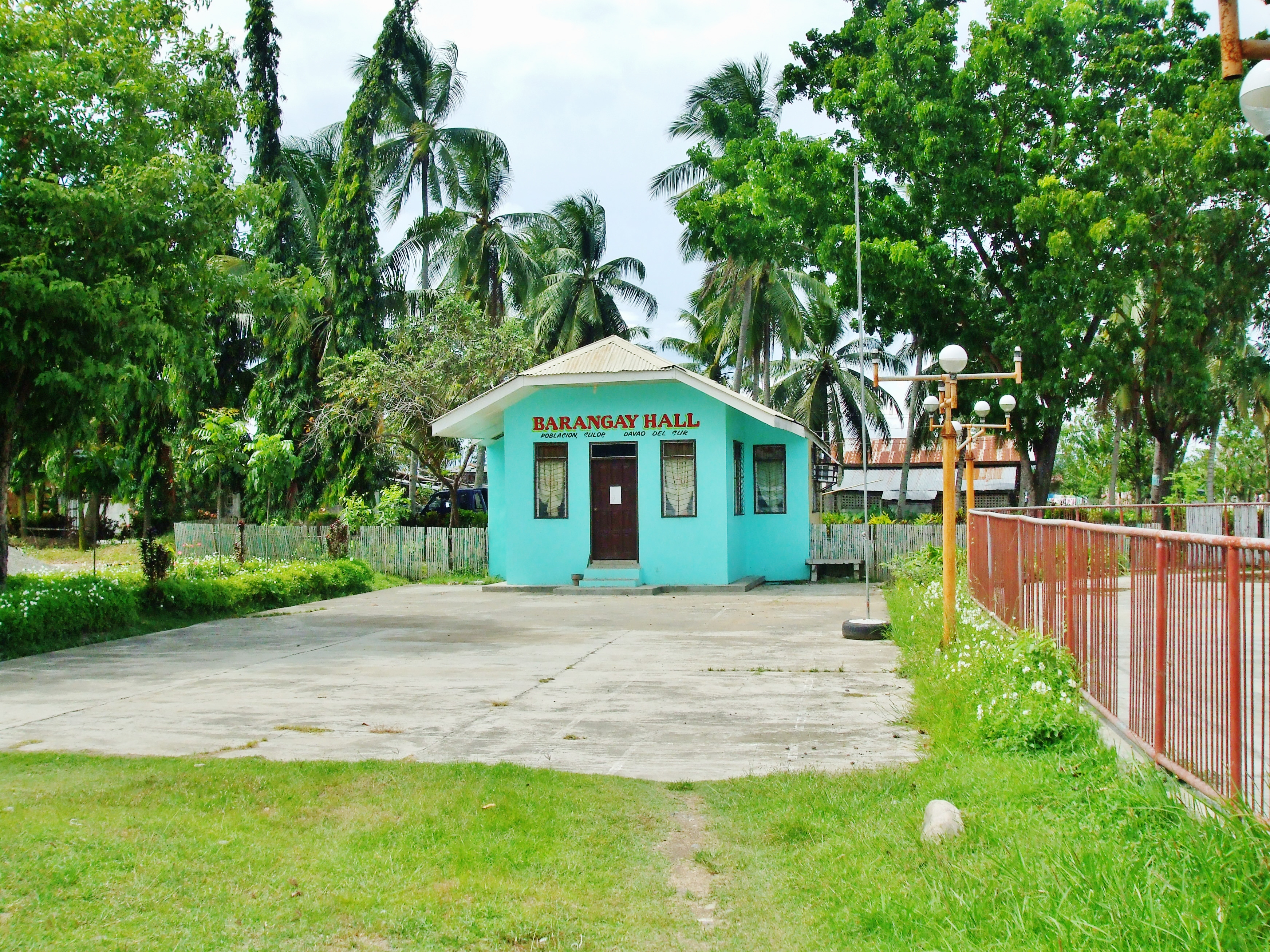
Salón del Barangay en Sulop.
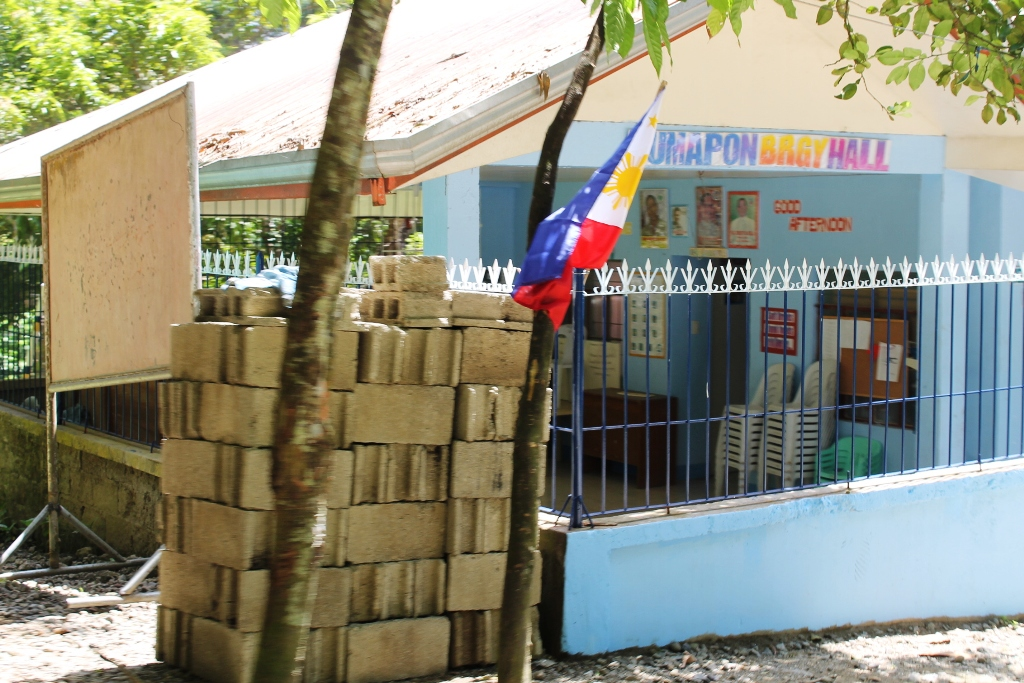
Salón del Barangay en Tumapon.
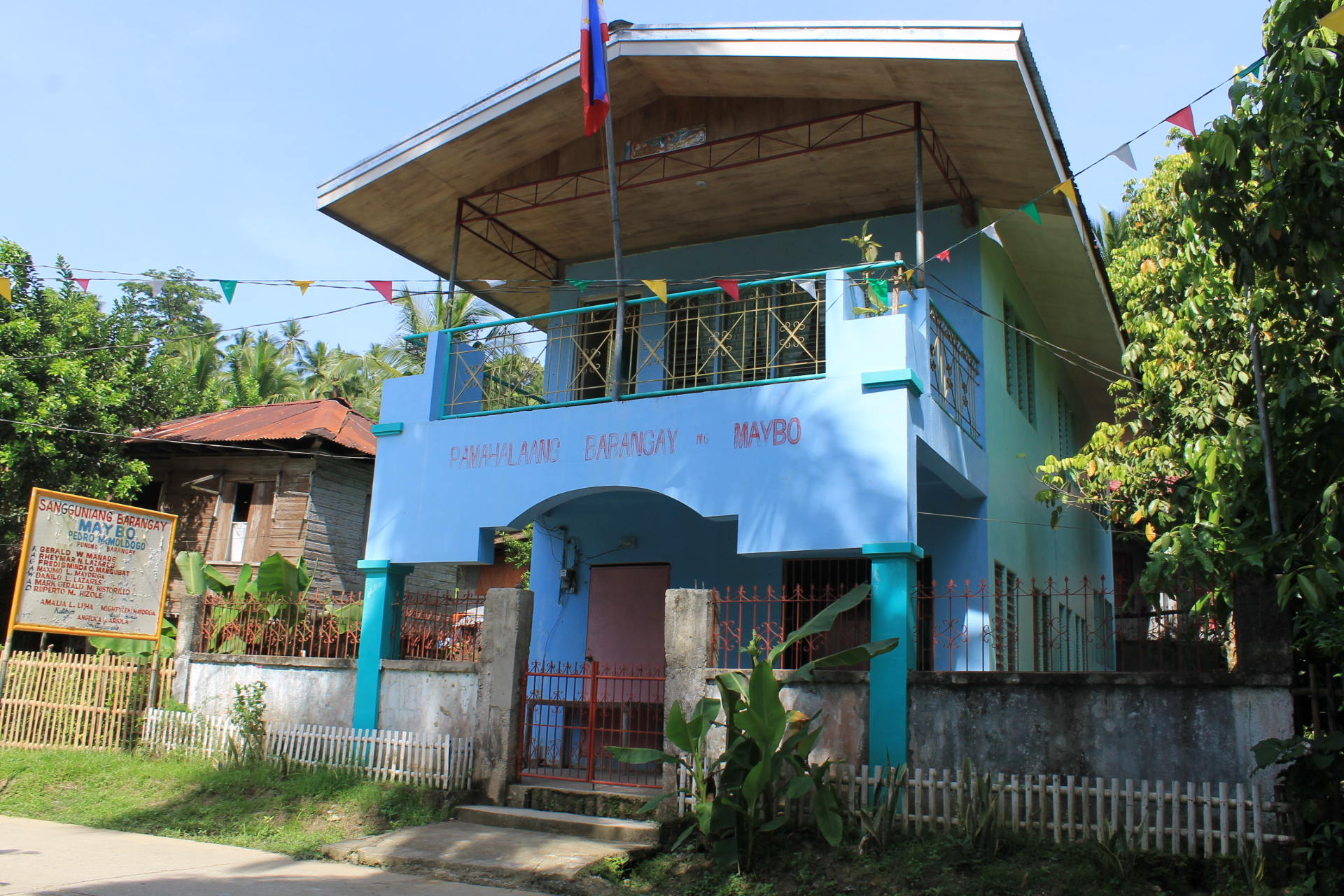
Salón del Barangay en Maybo, Boac, Marinduque.
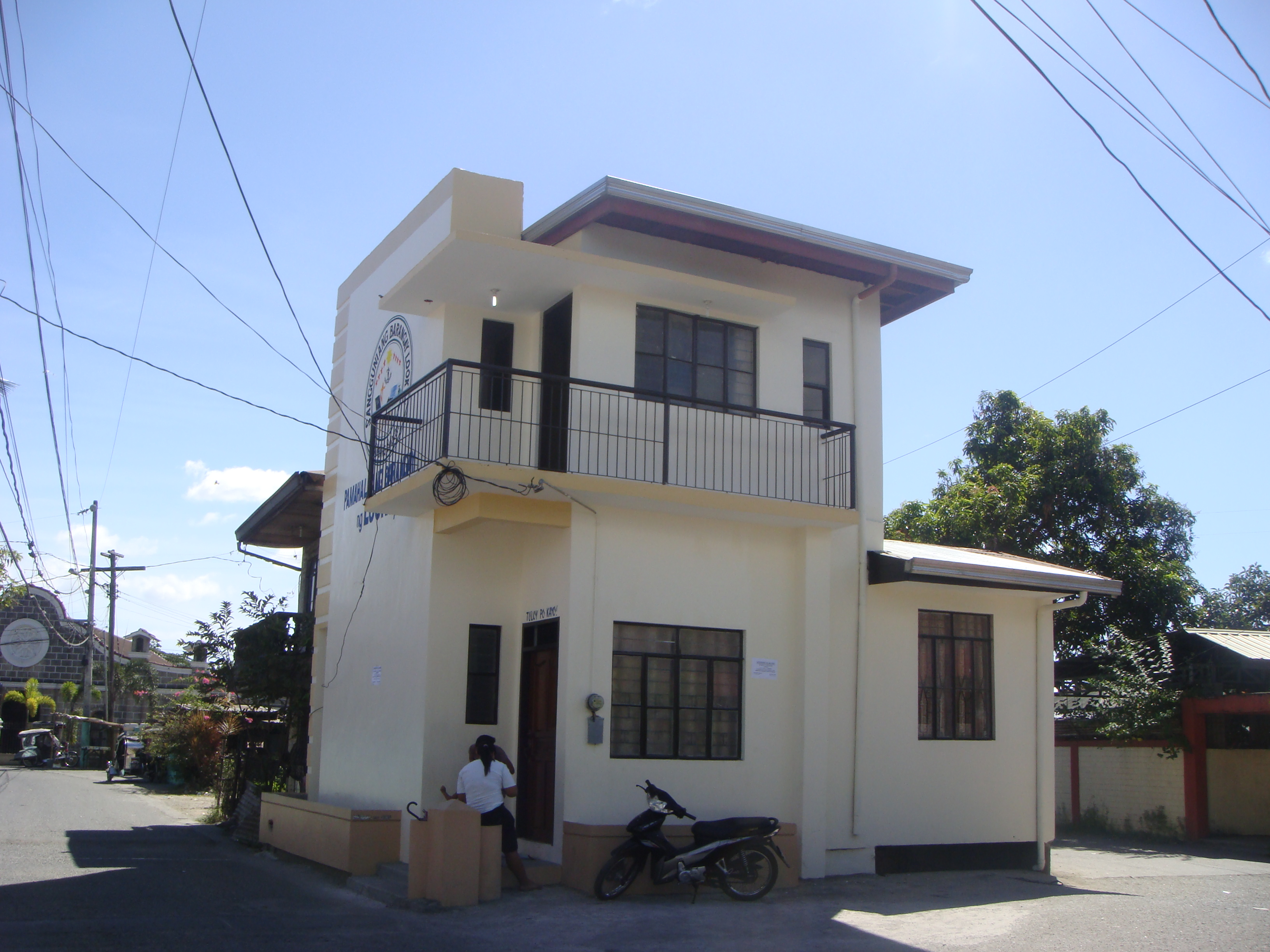
Salón del Barangay en Barangay Look 1st, Malolos City, Bulacan.
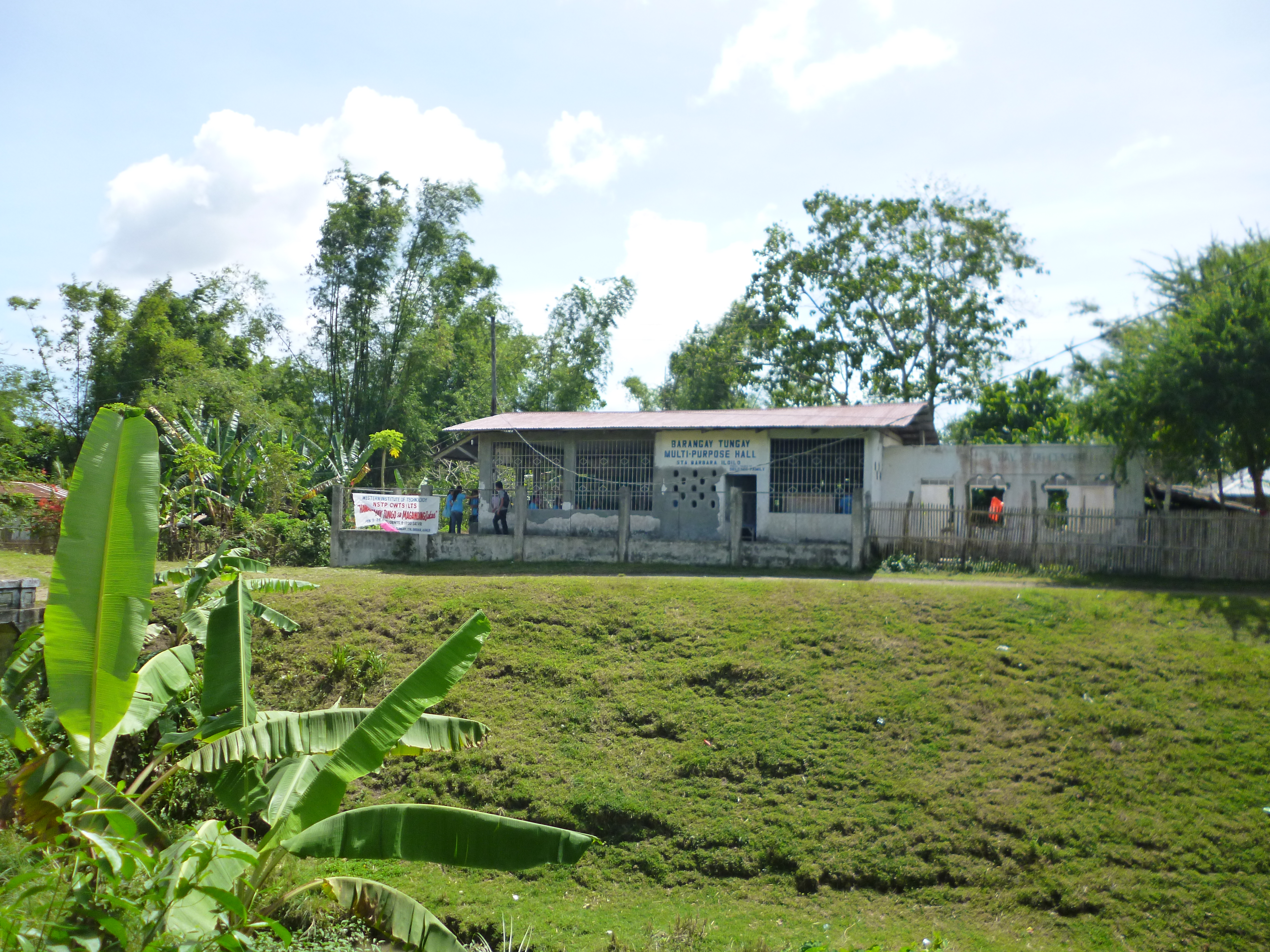
El Salón Multiusos del Barangay Tungay, Santa Barbara, Iloilo.
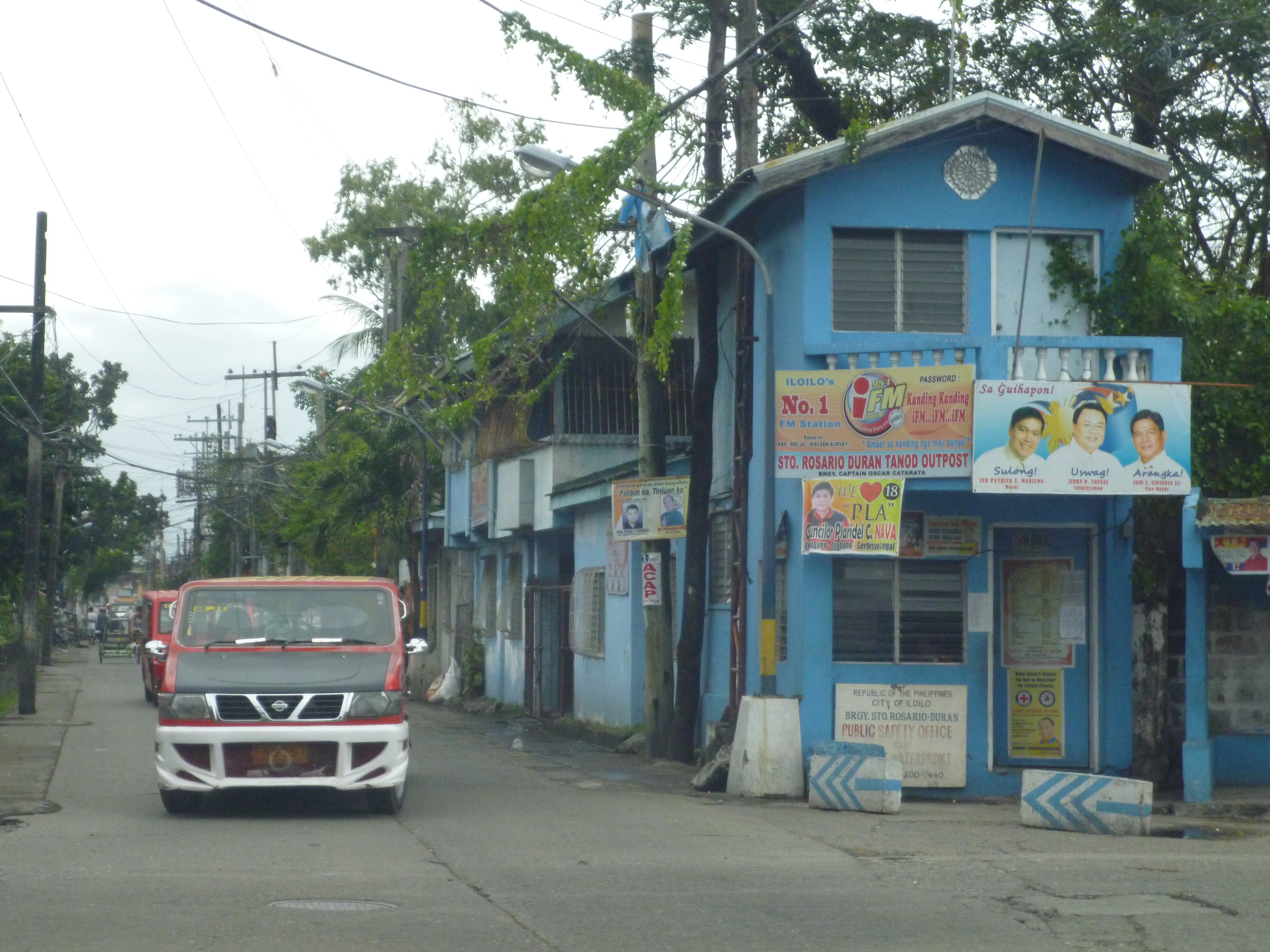
Salón del Barangay y Puesto de Tanod, Barangay Sto Rosario, Centro de la Ciudad, Iloilo City.
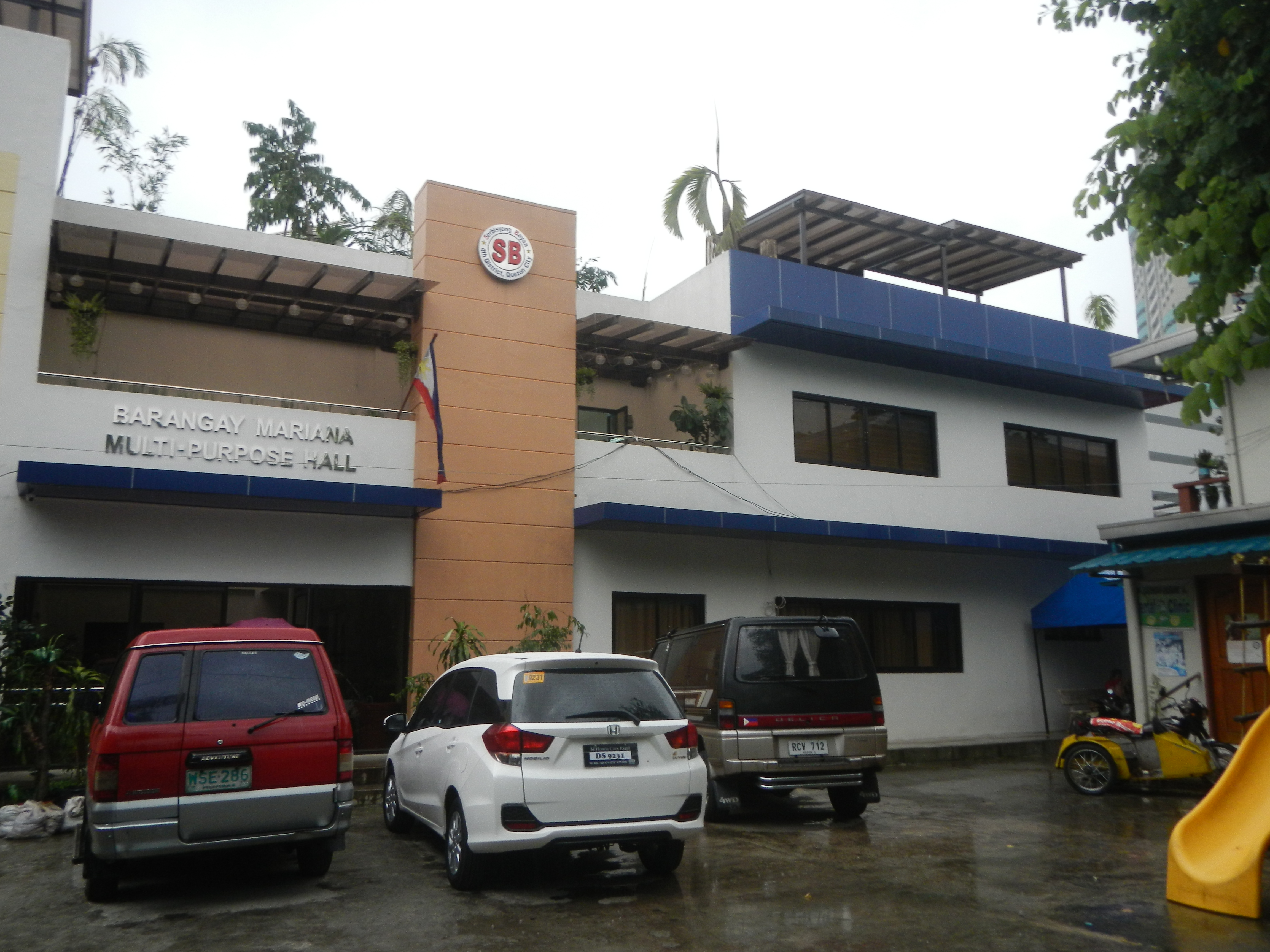
Salón del Barangay y salón multiusos de Barangay Mariana, Quezon City.
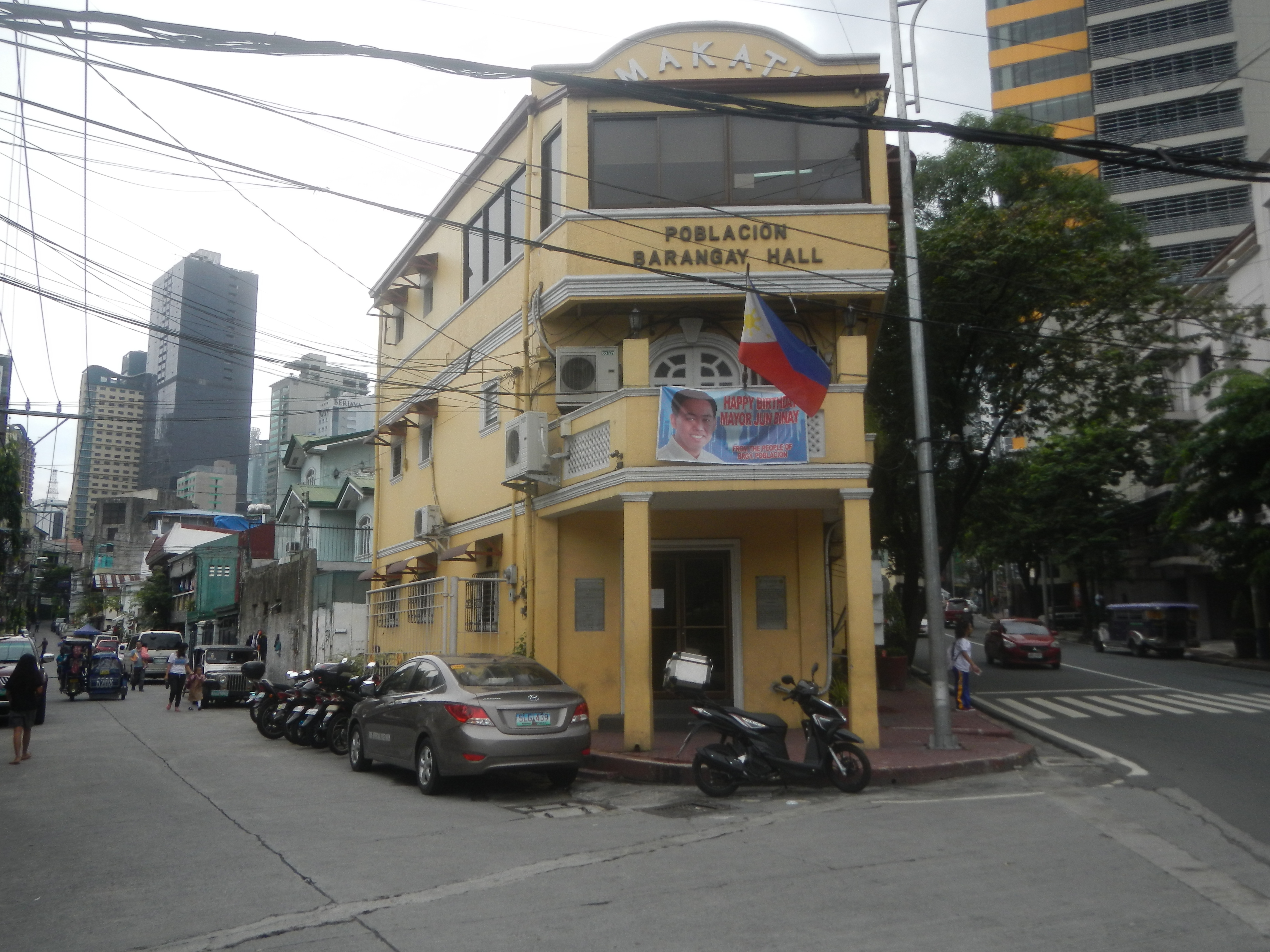
Salón del Barangay en Barangay Poblacion, Makati.